# Термоминерални извори Врњачке Бање
Термоминерални извори Врњачке Бање су значајни хидрографски објекти и природно добро од националног значаја за Републику Србију, пре свега због физичких и хемијских одлика вода са њихових извора. Права балнеолошка вредност Врњачке Бање није била позната све док барон Хердер није извршио прву анализу 1835. године, када су на основу тих података затим анализу извршили 1856. године Емерих Линдмајер.
Разноврсност хемијског састава термоминералних вода Врњачке Бање има велику медицинску, балнеолошку и туристичку вредност пре свега због њихове примене у лечењу и рехабилитацији различитих болести, и других стања здравља, по чему су термоминерални извори Врњачке Бање познати и ван граница Србије.

## Појам и врсте минералних и термалних вода
Минералне или лековите воде, још од давнина привлаче пажњу људи и то како у погледу истраживања и проучавања, тако и у погледу њиховог искоришћавања. Нарочито је важно познавање садржаја микроелемената у њима, јер су то компоненте њиховог хемијског састава које их одвајају од тзв. „обичних”" маломинерализованих вода.
Минералне воде, или лековите воде су оне воде које у једном литру садрже више од једног грама растворених минералних материја. Минералне воде у којима количина минералних материја превазилази 50 грама по литру, сврставају се у растворе. Постоје више врста подела минералних вода, али једна од најстаријих коју је предложио Т. Мирковића 1892. године, минералне воде, по групама, деле на: сулфатне, бикарбонатне, гвожђевите и недефинисаног карактера.
У лековите минералне воде убрајају се и оне које садрже мање од 1 грам растворених минералних материја по литру, ако се одликују повећаним садржајем гасова. Такве воде се називају гасним водама. Ако је реч о гасним еманацијама радијума (радон), у савременој балнеологији посебно се цени и издваја доста ретка и недовољна истражена група радиоактивних лековитих вода. 
Минералне воде, раствори, гасови и радиоактивне воде, које потичу из већих дубина унутрашњости Земље, често имају повишену температуру, па се такве воде називају термоминералним водама. Према температури минералне воде се деле на хладне или акратопеге и топле или акратотерме. 
Хладне минералне воде
У ову групу спадају воде температуре до 20°C, које се због пријатног укуса углавном се употребљавају за пиће. У балнеологији хладне минералне воде се примењују за лечење болести органа за варење и мокраћних канала. 
Топле минералне воде (акратотерме)
Акратотерме су воде температуре веће од 20°C, које се користе у балнеотерапији код болести код којих за њихово лечење потребна повишена температура (купање, облоге, орошавање, испирање). Акратотерме се деле у три групе:
- хипотермалне од 20 до 34°C,
- хомеотермалне од 34 до 38°C,
- хипертермалне преко 38°C.

Доказано је да је вода из извора Врњачке Бање, због своје топлоте (16,2° до 37,5°C), разноврсног хемијског састава, који поред алкалија садржи и одређене количине гвожђа, алуминијума, сулфата, нитрата и бората, и радиоактивности, термоминерална вода која припада групи  алкалних-земноалкалних угљенокиселих акротопега и групи радиоактивних, минералних вода.

## Термалне појаве и извори Врњачке Бање
Појава самоизлазеће лековите воде на изворима и оне добијене постављањем плићих и дубљих бушотина на простору Врњачке Бање, условљена је петрографским саставом терена ширег простора Врњачкобањске котлине, геолошком прошлошћу и тектонском склопу. На основу геолошке грађе простора и појаву минералних вода долази се до једне значајне чињенице, a то је да су раседе дуж којих избијају термоминералне воде користиле и ултрабазичне стене, пре свега серпентинити, за своје утискивање и кретање ка вишим нивоима. Ове стене су иначе врло сиромашне литијумом и рубидијумом, па самим тим их не обогаћују у овом погледу. 
Сложеност геолошко-тектонских односа терена која је утицала и на карактер термалних појава огледа се и у томе да су моћне еруптивне масе, које су данас претворене у серпентине, односно кварцит и доломит пробијале старе кристаласте шкриљце. Каснији терцијарни тектонски поремећаји, који су пратили контакте између шкриљаца и серпентина, као и зоне мање отпорности, поново су раскомадавали ове масе и створили раседе. Управо ове пукотине које досежу до великих дубина, створиле су „путеве” за продор магме чак до површине земљишта и на такав начин постале примарни узроци термалних појава и извора.
На ширем простору Врњачкобањске котлине регистровано је седам познатих извора минералних вода и то: 
- Топла вода или Топли минерални извор, смештен у централном бањском језгру,
- Снежник, смештен у зони Врњачке реке,
- Слатина у зони Липовачке реке,
- Језеро, извор који је смештен у бањском парку на половини пута Снежник-Слатина,
- Бели Извор, у близини ушћа Липовачког потока у Липовачку реку,
- Борјак, извор удаљен 700 метара од Снежника узводно уз корито Врњачке реке,
- Врњачке Врело, које се налази на половини магистралног пута Краљево—Крушевац.

Од ових седам извора за Балнеолошку терапију користе се термоминералне воде са четири извора: Топла вода, Снежник, Слатина и Језеро, док се са са два извора (Топла вода и Врњачке Врело) воде флаширају као стоне минералне воде. 

## Карактеристике термалних врела Врњачке Бање
Прву хемијску анализу термоминералних вода на простору Врљачкобањске котлине извршио је барон Хердер 1835. године. Двадесет година касније на основу тих података анализу је 1856. године извршио Емерих Линдмајер. 
Овде је 1868. године основано „Фундаторско друштво кисело-вруће воде” на иницијативу окружног начелника Павла Мутавџића.
Српски природњак Јосиф Панчић почев од 1869. године све више је показивао интересовање за воде Врњачке Бање (Сотировић, 1996). Анализа која садржи највише података о физичко-хемијским својствима воде, рађена је 1874. године, прво од српског хемичара Симе Лозанића (председника Српске краљевске академије и првог ректора Београдског универзитета),  који је извршио анализу вода се изотермалног извора „Буква” чија је температура воде 36°C. Вода са овог извора анализирана је и у каснијим периодима. Међу њима су најзначајније анализа из 1900. године које су обавили Марко Николић и Александар Зеге.
Почев од завршетка Првог светског рата, до данашњих дана, анализе термоминералних вода Врњачке Бање вршена се све чешће уз употребу све савременијих хемијских метода и софистициране опреме.

### Топла вода
Прва ископавање у околини „Топлог извор” обављена су у периоду од 1932. до 1934. године. У том периоду кроз кристаласте шкриљце, серпентините са интеркалцијама доломита, избушено је пет сондажних бушотина, дубине 122—200 метара. Најдубљом бушотином, добијени су најбољи резултати у издашности вода.
| Обележје                         | Карактеристике и састав |
| -------------------------------- | --- |
| Старост воде                     | - Извор је апсолутне старост воде 30.000+1700 година, |
| Тип и група                      | - Припада топлим минералним вода јер има температуру од 31,5°C. - Спада у групу неутралних вода, које не утичу на стање киселости у организму.                          |
| Тврдоћа воде, ph, минерализација | - Тврдоћа воде је 39,14, - ph 6,8, - Минерализација 3,50 gr/l. |
| Радиоактивни састав              | - Од радиоактивних елемената у води су присутни: - Rn са 14,8 бекерела/l - Ra са 0,16 бекерела/l.                                                                       |
| Минерални састав воде            | - НСОз 2.074,0 SO4 2,0 Cl 35.0 NO3 0.5, НРО4 0,5, Ca2 50,0, F 2,4, Mg2 120,0, Na 483,0, K 50,0, Fe2 0,6, NH4 0.1, SiO2 50,0, HBO2 6,0, Fe2O3 0,9, A12O3 0,28, CO2 650,0 |

### Снежник
Након откривања извора „Снежник” 1916. године, у периоду од 1922 до 1925. године извршено је копање два плитка бунара, који су били у функцији до 1978. године, када су избушене три бушотине до дубине од 30 до 51 метар. Привремени павиљон и пирамида са четири луле су изграђени 1924. У јесен 1924. су нађена два топла извора, и један још већи у фебруару 1925. Године 1978/80. за потребе нове бивете извршена је рекаптажа, а стари павиљони замењени су биветом. Тада је урађен експлоатациони бунар СЖ-1/79, дубине 67,7 метара, због повећане потребе за овом водом. Након изврше рекаптаже, вода је захватана са дубина од 31.7—67,7 метара, у количини од 0,8 l/s. Над изворима су постављене бивете са дрвеним надстрешницама. Како су чесме биле испод нивоа околног терена у извор се силазило или су воду додавале за то задужене раднице. 
| Обележје                         | Карактеристике и састав |
| -------------------------------- | --- |
| Старост воде                     | - Извора „Снежник”, је апсолутне старост воде 30.000+1700 година,                                                                                                |
| Тип и група                      | - Припада типу хладних вода јер јој је температура на извору 16,9°C. - Спада у групу алкалних-земноалкалних угљенокиселих акротопега.                            |
| Тврдоћа воде, ph, минерализација | - Тврдоћа воде је 39,14, - ph 6,2, - Минерализација 2,85 gr/l.                                                                                                   |
| Радиоактивни састав              | - Од радиоактивних елемената у води су присутни - Rn са 9,25 бекерела/l - Ra са 0,16 бекерела/l.                                                                 |
| Минерални састав воде            | - НСОз 2.040,0 SO4 6,0 Cl 31,0, НРО4 0,7, Ca2 120,0, F 1,7, Mg2 97,0, Na 447,0, K 43,0, Fe2 2,2 NH4 0.2, SiO2 45,0, HBO2 6,0, Fe2O3 3,3, A12O3 1,77, CO2 1.230,0 |

### Слатина
За воду са извора „Слатина” знало се с краја 19. века, међутим каптажа је изведена тек 1923. године када је на изворишту постављена лула. Године 1935. извршена је рекаптажа извора и изграђен је павиљон над чесмом коју је воду добијала са извора званог „Лула”, док се други извор звани „Зид” налазио у самом зиду павиљона. 
Од 1937. до 1978. године није било нових истражних радова на локалитету „Слатина”". Године 1978. постављене су истражне бушотине, а из четири
истражне бушотине, дубине 30—44.5 метара, новооткривене воде су 1984. године цевоводом доведене до старог бунара у коме су се мешале, и тако помешане истичу на три чесме у новоподигнутој бивети. 
| Обележје                         | Карактеристике и састав |
| -------------------------------- | --- |
| Старост воде                     | - Извор је апсолутне старост воде 30.000+1700 година, |
| Тип и група                      | - Припада типу хладних вода јер јој је температура на извору 14,3°C. - Спада у групу алкалних-земноалкалних угљенокиселих акротопега.                                 |
| Тврдоћа воде, ph, минерализација | - Тврдоћа воде је 35,75, - ph 6,3, - Минерализација 3,50 gr/l. |
| Радоактивни састав               | - Од радиоактивних елемената у води су присутни - Rn са 9,25 бекерела/l - Ra са 0,24 бекерела/l.                                                                      |
| Минерални састав воде            | - НСОз 2.770,0, Cl 45,0, НРО4 1,2, Ca2 160,0, F 2,6, Mg2 58,0, Na 737,0, K 76,0, Fe2 0,1, Fe2 5,9, NH4 0.3, SiO2 40,0, HBO2 10,0, Fe2O3 9,0, A12O3 0,39, CO2 1.760,0. |

### Језеро
Са леве стране Врњачке реке, у удолини између „Снежника” и „Слатине”, поред „Малог језера”, 1978. године откривена је термоминерална вода „Језеро”, а на изворишту је постављена чесма. Наставак радова на овом локалитету обављен је 1985. године када је десетак метара од прве, направљена нова бушотина. 
Вода се прво користила на чесми у дрвеном застакљеном павиљону, све док 1989. године, на самом базену, поред језера, није подигнута нова модерна бивета. 
Вода са овог извора спада у групу алкалних-земноалкалних угљенокиселих хипотермији, чија је температура 27°C.

## Примена термоминералних вода Врњачке Бање у балнео терапији и исхрани
Минералне воде Врњачке Бање имају у Србији дугу традицију искоришћавања. Оне су се од давнина употребљавале за пиће у свакодневном животу, а у последње време све већи значај и популарност стичу флаширане минералне воде Врњачке Бање, као стона пијаћа вода. Такође, минералне воде Врњачке Бање користе се и у балнеотерапеутске сврхе - као лековите воде. Лечење се обавља испијањем минералне воде, у јасно дефинисаним терапијским колчинама, купањем у топлој води, инхалирањем, орошавањем и испирањем органа и рана итд. Уз помоћ бањске воде спроводе се и бројне класичне и савремене методе терапијске процедуре (хигијенско-дијетална исхрана, уз одговарајућу дијету за сваку врсту болести, медикаментоза, физиотерапија, масажа, кинезитерапија, балнеотерапија, електротерапија, терапија парафином, радна терапија. 
Иако и до данас нису у потпуности разјашњени сложени механизми деловања ових вода на људски организам, извесно је да кључ лежи управо у познавању садржаја микроелемената у њима. Посматрано кроз медицинске индикације термоминералне воде Врњачке Бање користе се за лечење следећих болести и стања;
| Назив извора | Медицинске индикације |
| ------------ | --- |
| Топла вода   | - Хронични гастритис; - Улкусна болест примарно небактеријског порекла; - Стања рехабилитације после хепатитис; - Стања која се карактеришу поремећајем у моторици и пражњењу жучне кесе и жучних путева; - Стања рехабилитације после хируршких интервенција на желуцу и билијарном и панкреасном систему које нису узроковане малигном болешћу; - Убрзана моторика и евакуација садржаја дебелог црева; - Превенција настанка наведених поремећаја.                |
| Језеро       | - Гастро интестинална обољења; - Обољења билијарног тракта; - Уринарна обољења; - Шећерна болест тип 1 и 2 - Анемије; - Конјуктивитис. |
| Снежник      | - Хронични гастритис са успореном евакуацијом садржаја; - Стања хипомоторике настале после хируршких интервенција у нивоу желуца и билијарних путева; - Успорена евакуација жучних и панкреасних сокова; - Успорена евакуација садржаја дебелог црева; - Диспептичне манифестације; - Шећерна болест као наставак хоспиталног третмана невезано за тип, животну доб и пратеће манифестације (посебно гојазност); - Гихт; - Превенција настанка наведених поремећаја. |
| Слатина      | - Недостатак апетита, - Анемије. |